# USS Branch (DD-197)
USS Branch (DD-197) là một tàu khu trục lớp Clemson được Hải quân Hoa Kỳ chế tạo vào cuối Chiến tranh Thế giới thứ nhất, trong Chiến tranh Thế giới thứ Hai được chuyển cho Hải quân Hoàng gia Anh Quốc như là chiếc HMS Beverley (H64) cho đến khi bị tàu ngầm U-boat U-188 đánh chìm vào năm 1943. Nó là chiếc tàu chiến thứ hai của Hải quân Hoa Kỳ được đặt tên theo Bộ trưởng Hải quân John Branch (1782-1863).

## Thiết kế và chế tạo
Branch  được đặt lườn vào ngày 25 tháng 10 năm 1918 tại xưởng tàu của hãng Newport News Shipbuilding & Dry Dock Company ở Newport News, Virginia. Nó được hạ thủy vào ngày 19 tháng 4 năm 1919, được đỡ đầu bởi cô Laurie O'Brien Branch, cháu gái của Bộ trưởng Branch; và được đưa ra hoạt động vào ngày 26 tháng 7 năm 1920 dưới quyền chỉ huy của Hạm trưởng, Trung tá Hải quân F. H. Roberts.

## Lịch sử hoạt động

### USSBranch
Branch được trang bị tại Xưởng hải quân Norfork, và đến tháng 10, đã thực hiện chuyến đi đến Annapolis, Maryland nhằm thử nghiệm khả năng của động cơ. Vào cuối năm 1920, nó gia nhập Đội khu trục 3 trực thuộc Hạm đội Đại Tây Dương, rồi trong năm tiếp theo nó tham gia cơ động cùng hải đội và thực hành chiến thuật ngoài khơi bờ biển Đại Tây Dương, đôi khi với thành phần thủy thủ đoàn giảm thiểu 50% so với biên chế thông thường. Từ ngày 6 tháng 1 năm 1922, nó hoạt động tại khu vực phụ cận Charleston, South Carolina và Hampton Roads. Đi đến Xưởng hải quân Philadelphia vào tháng 6, nó được cho xuất biên chế vào ngày 11 tháng 8 năm 1922.
Branch bị bỏ không tại Philadelphia, Pennsylvania cho đến khi được cho nhập biên chế trở lại vào ngày 4 tháng 12 năm 1939 để phục vụ cùng Lực lượng Tuần tiễu. Trong vai trò soái hạm của Đội khu trục 68, nó tham gia nhiệm vụ Tuần tra Trung lập. Vào mùa Hè năm 1940, nó hoạt động dọc theo vùng bờ Đông Hoa Kỳ và huấn luyện quân nhân dự bị. Vào đầu tháng 10 năm 1940, nó rời Newport, Rhode Island để đi Halifax, Nova Scotia, nơi vào ngày 8 tháng 10 năm 1940, theo Thỏa thuận đổi tàu khu trục lấy căn cứ, Branch được cho xuất biên chế và được chuyển giao cho Hải quân Hoàng gia Anh, và được đổi tên thành HMS Beverley (H64). Branch được rút khỏi danh sách Đăng bạ Hải quân Hoa Kỳ vào ngày 8 tháng 1 năm 1941.

### HMSBeverley
Beverley đi đến Belfast, Bắc Ireland vào ngày 24 tháng 10, và được cải biến để tối ưu cho nhiệm vụ hộ tống vận tải bằng cách tháo dỡ ba trong số các khẩu pháo hải pháo 4 inch/50 caliber ban đầu và ba dàn ống phóng ngư lôi ba nòng để giảm bớt trọng lượng nặng bên trên, lấy chỗ chứa thêm mìn sâu và trang bị một dàn súng cối chống tàu ngầm Hedgehog. Vào tháng 4 năm 1942, nó nằm trong thành phần hộ tống cho Đoàn tàu PQ 14 chuyển hàng tiếp liệu quân dự sang Nga. Trên đường đi, đoàn tàu bị một lực lượng tàu khu trục đối phương áp đảo tấn công, vốn tiếp cận mà không bị phát hiện trong hoàn cảnh bảo tuyết và đã phóng nhiều quả ngư lôi ở khoảng cách 9.000 thước Anh (8,2 km), khiến một tàu buôn bị đánh chìm. Đối phương còn quay trở lại bốn lần, và tham gia một cuộc đấu pháo tay đôi ngắn, nhưng không thể rút ngắn hơn khoảng cách 8.000 thước Anh (7,3 km).
Vào ngày 4 tháng 2 năm 1943, đang khi hộ tống Đoàn tàu SC-118 cùng Đội hộ tống B-2, Beverley trông thấy tàu ngầm U-boat Đức U-187 về phía Đông Nam Cape Farewell, Greenland, vốn sau đó bị chiếc HMS Vimy đánh chìm. Nó cũng tham gia tấn công những chiếc U-boat khác vào ngày hôm sau. Nó được phân về Đội hộ tống B-4 trực thuộc Lực lượng Hộ tống Giữa đại dương và đã hộ tống nhiều đoàn tàu vận tải. Vào ngày 9 tháng 4, đang khi hộ tống Đoàn tàu ON 176, nó va chạm với chiếc tàu hơi nước Cairnvolona trong hoàn cảnh thời tiết xấu, làm hỏng các thiết bị chống tàu ngầm và khử từ. Hai ngày sau, nó trúng ngư lôi phóng từ tàu ngầm U-boat U-188 dưới quyền chỉ huy của Trung tá Hải quân (Kapitänleutnant) Siegfried Lüdden, và bị đắm ở tọa độ 52°19′B 40°28′T / 52,317°B 40,467°T với tổn thất 139 thành viên thủy thủ đoàn, bao gồm viên chỉ huy của nó.